# Banco Intercontinental
El Banco Intercontinental o Grupo Intercontinental medios  (también conocido como Baninter) fue la segunda mayor entidad bancaria de capital privado en la República Dominicana hasta el momento de su colapso en el año 2003 y fue objeto del mayor fraude corporativo en la historia de República Dominicana.
Su colapso fue una de las principales causas de la Crisis Financiera Dominicana del 2003.

## Historia
El Banco Intercontinental fue fundado en 1986 por Ramón Báez Romano y sus asociados. Terminó su primer año con un patrimonio ascendente a RD$6 millones de pesos.
En 1989 se automatiza el sistema de registro del Baninter y se crea el InterBanco, que fungía como un banco paralelo al Baninter y el cual le posibilitaba a sus administradores la transferencia de grandes montos de capitales bancarios sin reflejarse como sobregiros en los libros de registro.
Durante la caída del Banco del Comercio (BanComercio) entre el 1995 y 1996, los ejecutivos del Baninter gestionaron la compra de los activos restantes de este banco presentando solicitud al Banco Central.
A mediados de 1996 el Baninter se fusionó con el quebrantado Banco del Comercio. En ese año el Banco Intercontinental cerró con un déficit patrimonial de RD$342 millones frente al déficit de RD$54 millones correspondiente al año anterior.
A partir de la adquisición del Banco del Comercio, el déficit patrimonial comenzó a acrecentarse exageradamente.2 Solo en el 1998 se sustrajeron cerca de RD$1,300 millones de los pasivos del banco por medio de InterBanco hasta cuentas paralelas en el extranjero o cuentas dentro del mismo banco para diversos propósitos: gastos personales de los ejecutivos, compra de activos, préstamos especiales a terceros, bonificaciones a cuentas sobregiradas de los mismos ejecutivos, entre otros.
Entre las compras más destacadas del Baninter se encuentran: Editoras Listin Diario y Última Hora, Telecentro (Canal 13), Canal 27 (Hoy RNN Noticias), Supercanal (Canal 33), Radio Supra, Radio Cielo, Radio Azul, Circuito Comercial, Isla Visión (Canales 53 y 57), Aster Comunicaciones LTD, Radio Mil, Aeronave Bell 206B, Aeronave Augusta SpA 109C, Relliance Wachtman S.A, Casas en Casa de Campo, las acciones de Intermarine Overseas LTD y el Yate “Patricia”.
A partir de ese mismo año, el Baninter inició una extensa campaña publicitaria alrededor de todo el país, razón por la cual se convirtió en una máquina captadora de recursos. En un determinado momento el Baninter llegó a ofrecer hasta 36% por los depósitos de sus ahorrantes y desde finales de la década de los noventa fue esta entidad bancaria la que ofreciera los mayores beneficios a sus clientes.
El declive del Baninter inició en el 2002 cuando se vio presionado por especulaciones dentro de la esfera bancaria nacional. A partir de ese año y principalmente a finales de este, el Baninter se embarcó en un proceso de compra de divisas en el extranjero, cosa que provocó un debilitamiento considerable del valor del peso dominicano y una enorme fuga de capitales por el orden de US$1000 millones.

## Colapso de Baninter
A inicios del 2003 y como solución a su crisis interna, el Baninter fue puesto en venta por sus ejecutivos y fue pautada una fusión entre este y el Banco del Progreso. Sin embargo la compra no prosperó, pues las autoridades monetarias y financieras se percataron del enorme déficit del Baninter (el cual subestimaron en un principio) y terminaron interviniendo la entidad bancaria y confiscando todos sus activos antes de que se consumara dicha compra.
Durante la crisis financiera que resultó en el colapso de Baninter en 2003, varios actores clave del sistema bancario y financiero de la República Dominicana estuvieron involucrados en transacciones y prácticas cuestionadas. Entre los afectados por esta situación se encuentra Ricardo Antonio Pellerano, abogado y socio principal de la firma Pellerano & Herrera, quien fue vinculado a la quiebra de Baninter debido a su relación con figuras implicadas en el fraude financiero que afectó al banco. En 2014, Pellerano fue condenado junto a Miguel Pimentel Kareh por el incumplimiento de un préstamo de 49.6 millones de pesos obtenido del Banco Mercantil, deuda que fue asumida por el Banco Central de la República Dominicana tras el colapso del banco.
Aunque no formaba parte de la alta dirección de Baninter, su nombre fue asociado con transacciones financieras realizadas en ese contexto, lo que lo implicó en varios procesos legales. La sentencia judicial de 2008 ordenó el pago de la deuda original, más los intereses generados, como parte de las consecuencias legales derivadas de las irregularidades en el sistema financiero dominicano de la época.

## Situación Real del Patrimonio del Banco Intercontinental
En el siguiente recuadro se muestra como fue evolucionando el patrimonio total (no era revelado en libros oficiales) del Baninter desde el año de su fundación hasta su colapso y ocupación en el 2003.
| Año     | Patrimonio Real en millones de RD$ |
| ------- | ---------------------------------- |
| 1986    | 6.14                               |
| 1987    | 7.58                               |
| 1988    | 11.08                              |
| 1989    | 16.42                              |
| 1990    | 21.09                              |
| 1991    | 29.82                              |
| 1992    | 66.9                               |
| 1993    | 55.20                              |
| 1994    | 52.93                              |
| 1995    | -54.23                             |
| 1996    | -341.76                            |
| 1997    | -590.39                            |
| 1998    | -1,824.32                          |
| 1999    | -4,278.08                          |
| 2000    | -9,119.31                          |
| 2001    | -15,881.64                         |
| 2002    | -25,495.61                         |
| 01/2003 | -29,158.22                         |
| 03/2003 | -45.568.62                         |
| 06/2003 | -49.822.87                         |

## Activos del Banco Intercontinental y de sus ex administradores
- Editora Listin Diario
- Editora El Siglo
- Periódico El Expreso
- Telecentro Canal 13 y Canal 31
- Red Nacional De Noticias RNN Canal 27
- Super Canal(Canal 33)
- Radio Supra hoy Top Latina 101.7 Fm Santo Domingo y Higüey y San Juan y  97.5 Fm Santiago y todo Del Cibao y Samaná y 91.9 Fm Elías Piña y Zona Fronteriza y 1500 Khz Elías piña y 92.7 Fm Cotui Y power 103.7 Fm Santo Domingo y KV94.7Fm Santiago Y Tropical 91.9fm Samaná y 920khz Quita Sueño Haina San Cristóbal y 1190Khz Licey Al Medio Santiago de los Caballeros Grupo Radio Televisión Nacional RTN
- Radio Cielo
- Radio Azul
- Grupo Radio Televisión Nacional RTN
- Circuito Radio Cadena Comercial (Hoy RCC Media)
- Isla Visión Hoy RNN2 (Canales 26.1 Zona 1 y 67.1 Zona 2)
- Aster Comunicaciones LTD
- Radio Mil
- Casas en Casa de Campo
- Acciones de Intermarine Overseas LTD
- Importaciones Diversas S.A
- Delta Comercial S.A
- Entre otros
- 47.5 % De Las Acciones De Antena latina Hoy Antena 7 Y Antena 21
- ECOS Documental Canal 57
- Distribuidora Fotográfica Del Caribe (Fujifilm) República Dominicana

## Impacto del agujero financiero del Baninter
Según datos del Banco Central de la República Dominicana, el déficit patrimonial del Banco Intercontinental ascendió a los RD$55,800,000,000.00 en los mediados del año 2003. Sin embargo el costo monetario para cubrir dicho déficit fue un 35% mayor ya que para solventar el agujero financiero del Baninter se requirieron más de RD$79,400 millones de pesos.
Montos otorgados por el Banco Central Dominicano para solventar el agujero financiero del Baninter:
Clasificados según el tipo de desembolso.
| Concepto                 | Monto en millones de RD$ (2003) |
| ------------------------ | ------------------------------- |
| Facilidades de Líquidez  | 40,661                          |
| Pago a Depositantes      | 29,829                          |
| Adquisiciones de Cartera | 8,774                           |
| Otros                    | 139                             |
| Total                    | 79,403                          |